# Aéroport de Savannakhet
L‘aéroport de Savannakhet (code IATA : ZVK • code OACI : VLSK) est un petit aéroport domestique et international situé à Savannakhet, dans le sud du Laos. Il est desservi par la ligne Lao Airlines entre Vientiane et Paksé depuis l'hiver 2008-2009, avec des turbopropulseurs MA-60 de fabrication chinoise.

## Situation
| Vientiane Savannakhet Paksé Luang Prabang Houei Sai Louang Namtha Oudomxay Phongsali Phonsavan Sayaboury |

## Compagnies et destinations
| Compagnies   | Destinations                                  |
| ------------ | --------------------------------------------- |
| Lao Airlines | Bangkok-Suvarnabhumi, Paksé, Vientiane-Wattay |

Édité le 30/09/2017